# 安托尼夫卡 (諾維布格區)
47°34′33″N 32°20′31″E / 47.57583°N 32.34194°E
安托尼夫卡（烏克蘭語：Антонівка），是烏克蘭南部的村莊，隸屬尼古拉耶夫州的巴什坦卡區。該村面積0.6平方公里，海拔高度41米，2001年人口212，人口密度每平方公里353.3人。